# Правильний октаедр

Октаедр, натисніть тут для обертання моделі

Правильний октаедр — один з п'яти правильних многогранників. Октаедр має 8 граней (трикутних), 12 ребер, 6 вершин (у кожній вершині сходяться 4 ребра).

## Формули
Площа S і об'єм V октаедра з довжиною ребра а обчислюється за формулами:
{\displaystyle S=2{\sqrt {3}}a^{2}}
{\displaystyle V={\begin{matrix}{1 \over 3}\end{matrix}}{\sqrt {2}}a^{3}}

## Декартові координати
Якщо центр октаедра з довжиною ребра {\displaystyle {\sqrt {2}}} помістити у центр координат, а його вершини розташувати на осях координат, тоді координати його шести вершин будуть:
(±1, 0, 0);
(0, ±1, 0);
(0, 0, ±1).

## Властивості октаедра
- Октаедр можна вписати в тетраедр, притому чотири (з восьми) граней октаедра будуть суміщено з чотирма гранями тетраедра, всі шість вершин октаедра будуть суміщено з центрами шести ребер тетраедра.
- Октаедр з ребром у складається з 6 октаедрів (по вершинам) з ребром у:2 і 8 тетраедрів (по гранях) з ребром у:2
- Октаедр можна вписати в куб, притому всі шість вершин октаедра будуть суміщено з центрами шести граней куба.
- У октаедр можна вписати куб, притому всі вісім вершин куба будуть розташовано в центрах восьми гранях октаедра.

## Октаедр в фізичному світі
У формі октаедра кристалізуються мідь, срібло, алмаз, магнетит, флюорит тощо.
В українському народному декоративному мистецтві фігура з 12 соломинок, які правлять за ребра октаедра, називається "різдвяним павуком" і служить прикрасою та оберегом для оселі протягом зимових свят.